# 펀치 (가수)
펀치(본명: 배진영, 1993년 2월 19일 ~ )는 대한민국의 가수이다.

## 음반 목록
- "아프다니까" (2014, 더 원과 듀엣)
- "지금 술 한잔 했어" (2014, 김보경과 듀엣)
- "잘 지내고 있니" (2014, 윤미래와 듀엣)
- "Everytime" (2016, 첸과 듀엣, 태양의 후예 OST)
- "Say Yes" (2016, 로꼬와 듀엣, 달의 연인 - 보보경심 려 OST)
- "Stay With Me" (2016, 찬열과 듀엣, 쓸쓸하고 찬란하神 - 도깨비 OST)
- "나의 외로움이 널 부를 때" (2017, 미씽나인 OST)
- "Beautiful Beautiful" (2017, 글라빙고와 듀엣, 최고의 한방 OST)
- "밤이 되니까" (2017)
- ''오늘밤도'' (2018)
- ''Why Why Why'' (2018, 라이브 OST)
- ''이 밤의 끝'' (2018)
- ''널 사랑할게" (2018, 사생결단로맨스 OST)
- ''헤어지는 중'' (2018)
- "Kiss Me" (2019)
- "Love is You" (2019)
- ''눈꽃처럼'' (2019)
- ''이 마음'' (2019)
- "Breeze" (2019, Feat. 그리(GREE) 열혈사제 OST)
- "럽미(Love Me)" (2019)
- "Another Day" (2019, 먼데이 키즈와 듀엣, 호텔 델루나 OST)
- "Done for me" (2019, 호텔 델루나 OST)
- "러브 델루나" (2019, 태용과 듀엣, 호텔 델루나 OST)
- "영화 속에 나오는 주인공처럼" (2019, 동백꽃 필 무렵 OST)
- "Go away Go away" ( 2020, 찬열과 듀엣, 낭만닥터 김사부 2 OST)
- "Close To Me" (2020, 브람스를 좋아하세요? OST)
- "널 사랑했던 한 사람" (2020, 브람스를 좋아하세요? OST)
- "밤하늘의 저 별처럼" (2020, 헤이즈와 듀엣, 브람스를 좋아하세요? OST)
- "거짓말처럼" (2021, 홍천기 OST)
- "이만큼 난 너를 사랑해" (2022, 기상청 사람들 : 사내연애 잔혹사 편 OST)
- "Bye Bye" (2022, 우리들의 블루스 OST)
- "사랑이 불어오나봐" (2022)
- "맞아 잠을 설친 건 너때문이야" (2022)

### 피처링
- "잠 못드는 밤" (2014, 크러쉬 노래, 괜찮아 사랑이야 OST)
- "첫사랑" (2014, 타이거JK 노래, 피노키오 OST)
- "바람에 날려" (2015, 배치기 노래, 후아유 - 학교 2015 OST)